# Kościół św. Marcina w Wiślicy
Kościół świętego Marcina – kościół katolicki, który znajdował się w Wiślicy, w województwie świętokrzyskim. Kościół pierwotnie drewniany, później murowany, rozebrany po 1820 roku.

## Historia
Kościół w stylu romańskim zbudowano w początku XII wieku pomiędzy Placem Solnym a Wyspą Grodziskową, przy obecnej ul. Kilińskiego. Istniało tu wówczas podgrodzie wiślickie (stąd nazwa miejscowa pola: Za Świętym Marcinem). Przeprowadzone w miejscu istnienia kościoła wykopaliska odsłoniły elementy romańskiej rotundy wykutej w skalnym podłożu. Na przykościelnym cmentarzu odkryto 23 pochówki dość bogato wyposażone w różnego rodzaju ozdoby. Pochodzą one z tego samego okresu, co relikty kościelne. Po 1326 korpus kościoła wspominany jest jako drewniany. Jako murowany zapisano go w 1565. W początku XIX wieku elementy drewniane były już całkowicie przegniłe, a murowane, według miejscowego proboszcza, nadawały się jedynie na sprzedaż, jako wtórny materiał budowlany. Wkrótce po 1820 obiekt faktycznie rozebrano.